# Xian Y-7
El Xian Y-7 (en chino, 运-7; pinyin, Yun-7) es un avión de transporte bimotor turbohélice desarrollado por el fabricante aeronáutico chino Xi'an Aircraft Industrial Corporation como una licencia de producción del Antonov An-24. Del Y-7 existe también la variante Y-7H, que es una copia sin licencia del Antonov An-26.

## Variantes

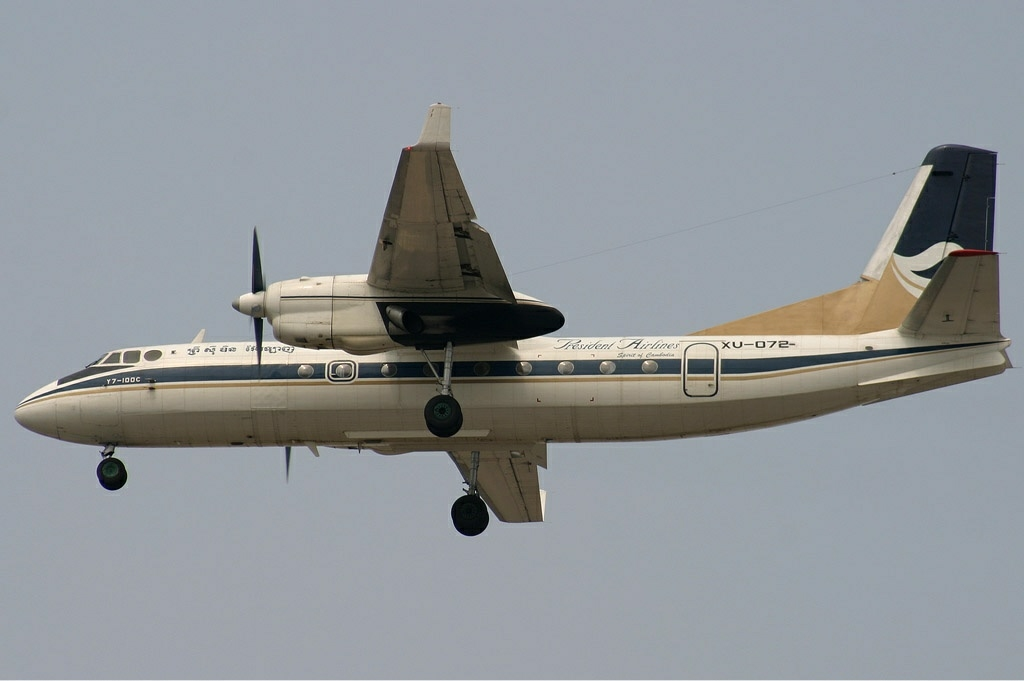
Xian Y7-100C de la aerolínea President Airlines.

Xian Y-7
Versión inicial, equipada con dos motores Dongan WJ5A.
Xian Y-7E
Versión con capacidad hot and high.
Xian Y-7G
Versión militar del MA60 fabricada para la Fuerza Aérea del Ejército Popular de Liberación.
Xian Y-7H
(Hao -carga) Copia del An-26 mediante ingeniería inversa para la Fuerza Aérea del Ejército Popular de Liberación, entrando en fabricación en 1992.
Xian Y7H-500
Variante civil del Y-7H, certificada en 1994.
Xian Y-14
Denominación original del Y-7H.
Xian Y7-100
Versión mejorada, desarrollada conjuntamente con HAECO (Hong Kong Aircraft Engineering Company). T
Xian Y7-100C
Versión mejorada del Y-7-100.
Xian Y7-200
Versión con nueva aviónica.
Xian Y7-200A
Versión equipada con dos motores Pratt & Whitney PW127C.
Xian Y7-200B
Versión alargada en 74 centímetros.
Xian HYJ-7
(Hongzhaji Yunshuji Jiaolianji - Bombardero/transporte/entrenador) Variante para el entrenamiento de pilotos y tripulación de los bombarderos H-6.
Xian MA60
(Y7-MA60) (Modern Ark 60) Versión occidentalizada del Y-7.
Xian Y-7 AWACS
Versión de alerta temprana y control aerotransportado.

## Operadores
Camboya
- Phnom Penh Airways
- President Airlines

 Irán
- Fuerza Aérea de la República Islámica de Irán

 Laos
- Lao Airlines
- Fuerza Aërea de Laos

 Mauritania
- Fuerza Aérea de Mauritania

 China
- Air Changan
- Air China
- China Eastern Airlines
- China General Aviation
- China Great Wall Airlines
- China Northern Airlines
- China Southern Airlines
- Fuerza Aérea del Ejército Popular de Liberación
- Shanxi Airlines
- Sichuan Airlines
- Wuhan Airlines
- Zhongyuan Airlines

## Especificaciones (Y-7-100)
Referencia datos: J W R Taylor, ed. (1988). Jane's All The World's Aircraft,1988-89. Jane's Information Group. ISBN 0-7106-0867-5.

### Características generales
- Tripulación: 3
- Longitud: 24,2 m (79,4 ft)
- Envergadura: 29,7 m (97,3 ft)
- Altura: 8,6 m (28,1 ft)
- Superficie alar: 75,3 m² (810,1 ft²)
- Perfil alar: TsAGI S-5
- Peso vacío: 14 988 kg (33 033,6 lb)
- Peso máximo al despegue: 21,800
- Planta motriz: 2× turbohélices Dongan WJ5A.
  - Potencia: 3530 kW (4734 HP; 4800 CV) cada uno.

### Rendimiento
- Velocidad máxima operativa (Vno): 503 km/h (313 MPH; 272 kt)
- Velocidad crucero (Vc): 423 km/h (263 MPH; 228 kt)
- Alcance: 1982 km (1070 nmi; 1232 mi)
- Radio de acción: km
- Alcance en combate: km
- Techo de vuelo: 8750 m (28 707 ft)

### Desarrollos relacionados
- Antonov An-24
- Antonov An-26
- Xian MA60